# André Bloc
André Bloc (* 23. Mai 1896 in Algier, Algerien; † 8. November 1966 in Neu-Delhi, Indien) war ein französischer Architekt, Bildhauer und Herausgeber und Begründer verschiedener Fachzeitschriften.

## Leben

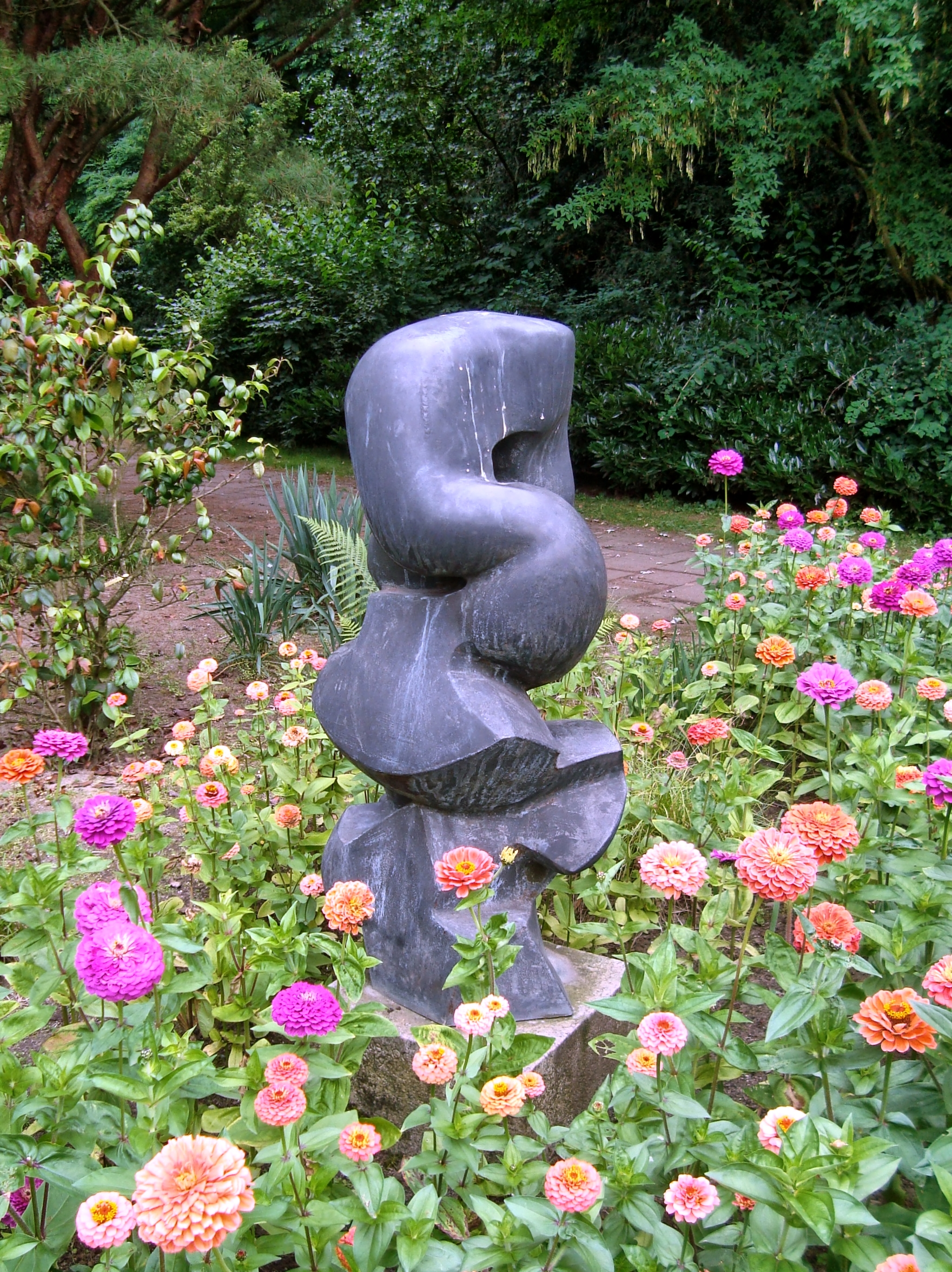
Skulptur ohne Titel, 1961, Nordpark Düsseldorf

André Bloc wurde am 23. Mai 1896 in Algier geboren. 1898 zog er mit seinen Eltern nach Frankreich um. Bloc machte bis 1920 eine Ausbildung zum Ingenieur und arbeitete danach als Ingenieur erst in einer Motorenfabrik und anschließend in einer Turbinenfabrik.
Im Jahr 1921 lernte er Le Corbusier kennen, was ihn nachhaltig beeinflusste. Er wandte sich der Architektur zu. 1922 wurde er Chefredakteur der Zeitschrift Science et Industrie, ein Jahr später 1923 Chefredakteur der Zeitschrift Revue de l'Ingénieur.
1924 ist er Gründer der Zeitschrift Revue Générale du Caoutchouc. 1930 gründete André Bloc die berühmte Zeitschrift L'Architecture d'Aujourd'hui, die er für viele Jahre leiten wird.
Ab dem Jahr 1940 begann seine Beschäftigung mit der Bildhauerei. Bloc fertigte erste Großskulpturen in Paris in den Jahren 1949 und 1956. Im Jahr 1949 erfolgte erneut die Gründung einer Zeitschrift, der Art d'Aujourd'hui.
1951 begründete André Bloc mit verschiedenen Künstlern die Gruppe Espace. Ziel ist es, die Ideen des Konstruktivismus und Neo-Plastizismus auf den stadtplanerischen und sozialen Bereich zu übertragen. Zu den Mitgliedern von Espace gehörten die Künstler und Planer Jean Dewasne, Etienne Béothy, Jean Gorin, Felix Del Marle, Edgard Pillet, Victor Vasarely und der Kinetiker Nicolas Schöffer. Espace wollte die Einheit von Architektur, Malerei und Plastik hervorheben und thematisierte Kunst als soziales Phänomen.
Im Jahr 1952 erfolgte der Entwurf und Bau des Hauses Bellevue in Meudon (Maison Bloc). Danach arbeitete André Bloc bis 1966 überwiegend als Bildhauer und Innenarchitekt. Im Jahr 1959 war er Teilnehmer der documenta II in Kassel. Bloc hat zahlreiche Projekte, unter anderem in Teheran, Nizza, Jacksonville und Dakar realisiert. Seine Plastiken haben eine organisch-skulpturale Form, die zwischen Architektur und Skulptur angesiedelt ist.
André Bloc starb am 8. November 1966 im Alter von 70 Jahren in Neu-Delhi.

## Ausstellungen
- 2006 Was ist Plastik? 100 Jahre – 100 Köpfe – Das Jahrhundert moderner Skulptur, Stiftung Wilhelm Lehmbruck Museum, Duisburg